# Lagos de Moreno (kommun)
Lagos de Moreno är en kommun i Mexiko.   Den ligger i delstaten Jalisco, i den centrala delen av landet, 400 km nordväst om huvudstaden Mexico City.
Följande samhällen finns i Lagos de Moreno:
- Lagos de Moreno
- Cristeros Fraccionamiento
- Geovillas Laureles del Campanario
- Granadillas
- Francisco Primo de Verdad
- Primero de Mayo
- El Ojuelo
- El Bajío
- Plan de los Rodríguez
- Torrecillas
- La Orilla del Agua
- Buenavista
- Chipinque de Arriba
- El Refugio
- Matamoros los Hoyos
- Cuautitlán
- La Cantera
- La Merced
- El Arenal
- San Isidro de Arriba
- La Palma
- La Isla
- La Cruz
- Las Palomas
- Jaritas
- San Jorge
- Puerta la Chiripa
- El Sitio
- Paso de la Mesa
- El Mesoncito
- Huertas Familiares San Pedro
- El Cerrito
- Ceja de Bolitas
- El Reparo
- El Jaralito
- El Puente
- El Conejo
- Las Mangas
- Cañada de Ricos
- La Palmita
- Chayotillo
- Miranda del Refugio
- San Luis Gonzaga
- San José del Potrero
- Los Alambres
- San Francisco de los Romanes
- Colonia Agua Caliente
- Rancho Nuevo
- Loma de Amapola
- San Antonio de los Reyes
- Los Chícharos
- Salsipuedes
- El Soyate
- Rancho los Gallardo
- Las Alfalfas
- El Torreón
- San Rafael
- El Mesoncito
- Canoas
- Sabino
- El Jagüey
- Los de Ávalos
- El Huiroche